# Pișcolt
Pișcolt (Piskolt en hongrois) est une commune roumaine du județ de Satu Mare, dans la région historique de Transylvanie et dans la région de développement du Nord-Ouest.

## Géographie
La commune de Pișcolt est située dans le sud-ouest du județ, à la limite avec le județ de Bihor et la Hongrie, dans la paline de Carei, à 17 km au sud-ouest de Carei et à 46 km au sud-ouest de Satu Mare, le chef-lieu du județ.
La municipalité est composée des trois villages suivants (population en 2002) :
- Pișcolt (2 284), siège de la commune ;
- Resighea (469) ;
- Scărișoara Nouă (510).

## Histoire
La première mention écrite du village de Pișcolt date de 1329 tandis que le village de Resighea est mentionné dès 1215 Par contre, Scărișoara Nouă n'apparaît qu'en 1924, au moment de sa fondation par des colons venus des monts Apuseni, dans le județ d'Alba.
La commune, qui appartenait au royaume de Hongrie, faisait partie de la principauté de Transylvanie et elle en a donc suivi l'histoire.
Après le compromis de 1867 entre Autrichiens et Hongrois de l'empire d'Autriche, la principauté de Transylvanie disparaît et, en 1876, le royaume de Hongrie est partagé en comitats. Pișcolt intègre le comitat de Bihar (Bihar vármegye) dont le chef-lieu était la ville de Nagyvárad, aujourd'hui Oradea.
À la fin de la Première Guerre mondiale, l'Empire austro-hongrois disparaît et la commune rejoint la Grande Roumanie au traité de Trianon et le județ de Bihor.
En 1940, à la suite du deuxième arbitrage de Vienne, elle est annexée par la Hongrie jusqu'en 1944, période durant laquelle la communauté juive de la commune a été exterminée par les nazis. Elle réintègre la Roumanie après la Seconde Guerre mondiale au traité de Paris en 1947. Pișcolt est intégré au județ de Satu Mare en 1968, lors de la réorganisation administrative du pays.

## Politique
Le conseil municipal de Pișcolt compte 13 sièges de conseillers municipaux. À l'issue des élections municipales de juin 2008, Cosmin Vasile Varga (PD-L) a été élu maire de la commune.
| Parti                                                | Nombre de conseillers |
| ---------------------------------------------------- | --------------------- |
| Parti démocrate-libéral (PD-L)                       | 5                     |
| Parti social-démocrate (PSD)                         | 4                     |
| Union démocrate magyare de Roumanie (UDMR)           | 1                     |
| Parti de la Nouvelle Génération - Chrétien-démocrate | 1                     |
| Candidat indépendant                                 | 1                     |

## Religions
En 2002, la composition religieuse de la commune était la suivante :
- Chrétiens orthodoxes, 63,31 % ;
- Réformés, 23,35 % ;
- Catholiques romains, 7,90 % ;
- Grecs-Catholiques, 4,25 % ;
- Pentecôtistes, 1,04 %.

## Démographie
Pișcolt fait partie des communes du județ de Satu Mare qui avaient au début du XXe siècle une nette majorité de population hongroise et qui ont vu les Roumains devenir majoritaires après le rattachement de la Transylvanie à la Roumanie en 1919.
En 1910, à l'époque austro-hongroise, la commune comptait 2 198 Hongrois (63,86 %), 1 202 Roumains (34,92 %), 28 Allemands (0,81 %) et 13 Ukrainiens (0,38 %).
En 1930, on dénombrait 2 765 Roumains (65,77 %), 1 046 Hongrois (24,88 %), 133 Allemands (3,16 %), 125 Juifs (2,97 %) et 118 Tsiganes (2,81 %).
En 1956, après la Seconde Guerre mondiale, 3 644 Roumains (73,42 %) côtoyaient 1 306 Hongrois (26,31 %).
En 2002, la commune comptait 2 020 Roumains (61,90 %), 796 Hongrois (24,39 %) et 433 Tsiganes (13,26 %). On comptait à cette date 1 173 ménages et 1 161 logements.
| 1880  | 1890  | 1900  | 1910  | 1920  | 1930  | 1941  | 1956  | 1966  |
| ----- | ----- | ----- | ----- | ----- | ----- | ----- | ----- | ----- |
| 2 403 | 2 845 | 3 137 | 3 442 | 3 507 | 4 204 | 4 421 | 4 963 | 4 540 |

| 1977  | 1992  | 2002  | 2007  | - | - | - | - | - |
| ----- | ----- | ----- | ----- | - | - | - | - | - |
| 3 797 | 3 107 | 3 263 | 3 184 | - | - | - | - | - |

## Économie
L'économie de la commune repose sur l'agriculture (céréales, légumes, fruits, vigne, tabac) et l'élevage. Un gisement de gaz naturel a été repéré sur le territoire communal mais n'est pas en exploitation.

## Communications

### Routes
Pișcolt est située sur la route nationale DN19 (Route européenne 671) qui rejoint Oradea au sud-ouest et Carei et Satu Mare au nord-est.
La route régionale DJ169C mène au sud vers Andrid et Tășnad tandis que la DJ196C rejoint au nord les villages de resighea et Scărișoara Nouă.

### Voies ferrées
Pișcolt est desservie à la gare de Resighea par la ligne des chemins de fer roumains (Căile Ferate Române) Oradea-Satu Mare.

## Lieux et monuments
- Pișcolt, église réformée d'origine gothique (XVe siècle), détruite au XVIIe siècle par les raids ottomans, reconstruite en 1730, endommagée en 1834 par un violent séisme, classée monument historique[10],[11].
- Pișcolt, église orthodoxe datant de 1860[10].
- Pișcolt, manoir Gorove Janus de la fin du XIXe siècle[12].
- Resighea, église orthodoxe datant de 1830[10].
- Resighea, chapelle catholique romaine Ste Rosalie de la famille Jasztrabsky datant de 1870[13].
- Scănișoara Nouă, monastère orthodoxe St Jean Baptiste construit entre 1991 et 1998[14].
- Scănișoara Nouă, musée ethnographique Moților de la colonisation du village[15].